# Liga Venezolana de Tenis Playa
La Liga Venezolana de Tenis Playa (o LVTP por sus siglas), fue fundada el 8 de marzo de 2017 en la ciudad de Caracas, Venezuela. Es la institución que promueve el Tenis Playa con un sistema de competencia único en el mundo desarrollado por hasta ocho equipos profesionales. Al final de cada temporada, uno de los equipos resulta campeón.

## Historia
El Tenis Playa empezó a tener auge en Venezuela a final del 2010, cuando el comerciante italo-venezolano Ricardo Pagliuca realizó un evento promocional en un club de playa ubicado en el estado Vargas, Club Puerto Azul. Posteriormente las ciudades de Caracas, Barquisimeto y Valencia acataron el llamado y se fundaron los clubes "Manzanares", "Larena" y "La Iguana", respectivamente. Posteriormente, en 2011 la Federación Venezolana de Tenis organizó hasta la actualidad el sistema de competencia denominado "Campeonatos Nacionales" de donde se genera la selección nacional de Tenis Playa de Venezuela.
Liderando la Región Suramericana
En consonancia con el rápido crecimiento de esta modalidad en Venezuela y otros países suramericanos como Chile, Argentina y Brasil (número 1 de la región y practicante desde el 2008), el Tenis Playa ingresa a dos eventos internacionales por países de la región y que forman parte del ciclo olímpico: Juegos Bolivarianos de Deportes de Playa donde Venezuela ha sido imbatible y los Juegos Suramericanos de Playa donde Venezuela ha disputado las finales contra Brasil.
Gerenciando la Región Suramericana
Es Suramérica la primera región en el mundo que logra ingresar al Tenis Playa a eventos del ciclo olímpico. Y es a través del Comité Olímpico Venezolano, en especial a la intervención del Prof. Eduardo Álvarez y el Prof. Víctor Vargas, quienes promueven su ingreso para respaldar el potencial deportivo de los jugadores venezolanos y mostrarlo en escenarios de índole internacional ante sus hermanos de la familia de deportes de playa. Grandes logros para una disciplina que apenas en 2010 fue avalada por la Federación Internacional de Tenis (o ITF por sus siglas en inglés)
Inicios de la Liga
Tras los éxitos rotundos de jugadores venezolanos en eventos internacionales. Como el caso de la larense Patricia Díaz, quien ocupó en 2016 el número 1 del ranking mundial de esta disciplina. Y los 4 jóvenes venezolanos quienes consiguieron el Campeonato Mundial Júnior (Sub-14) por Equipos en Rusia: Eduardo Montes, Eduardo Garay, Fabiola Ríos e Iosune Roncal. El Comité Olímpico Venezolano solicita la creación de un sistema de competencia con mayor alcance y protagonismo para la disciplina.
Primera Temporada 2017
Tras ser legalmente fundada el 8 de marzo de 2017 en la ciudad de Caracas, Venezuela. La Junta Directiva representada por Víctor González y Joan Andrade lograron el aval de la Federación Venezolana de Tenis y el Comité Olímpico Venezolano y emprendieron el camino de comunicar sobre esta nueva institución que ofrecía fortalecer el Tenis Playa venezolano ahora en una modalidad de equipos profesionales para beneficiar a la mayor cantidad de jugadores llevándolos al camino del profesionalismo deportivo. Así mismo sumar empresarios que lograran apostar a un circuito de eventos con mayor alcance promocional donde intervendría la televisión La Tele Tuya y que apoyarían instituciones públicas como el Ministerio para el Poder Popular de la Juventud y Deporte. Y empresas privadas de alcance nacional e internacional.
Además de los atletas, la LVTP generaría no menos de 270 fuentes de empleo directo en el desarrollo de cada temporada. Desde los entrenadores, estadistas, árbitros y demás personal técnico. Pasando también por la producción de los eventos y la televisación. Es por ello que los primeros pasos de esta nueva organización se darían a través de la capacitación del recurso humano utilizando el apoyo de los Departamentos de Capacitación y Arbitraje de la FVT. Las gestiones y apoyo financiero del COV.
Primeros Equipos Profesionales
Para un total de 9 estados o regiones venezolanas que mostraron interés en participar, solo 6 equipos fueron admitidos en la primera temporada:
1. Del estado Zulia, el "Fonsi Team"
2. Del estado Anzoátegui, el "DANZ" o Deportivo Anzoátegui
3. Del estado Carabobo, "S3 Beach Sports"
4. Del Distrito Capital, "MBC Team" o Manzanares Beach Club
5. Del estado Vargas, "Varguenses Club"
6. Del estado Miranda, "Miranda Panda"

Todos los equipos serían integrados por un máximo de 12 atletas con 50% de damas y 50% de hombres. En edades comprendidas de 14 años de adelante. Adicionalmente deberán tener un Capitán que los represente en las reuniones técnicas el cual podrá "cochar o dirigir" a sus jugadores durante el partido como lo dispone las reglas ITF para el caso de la modalidad "por equipo". Los Equipo Profesionales también tendrán un Gerente General que puede ser o no el mismo empresario dueño del equipo. Un organigrama más amplio sería solicitado a los equipos cuando estos fuesen los anfitriones de alguno de los eventos, por ejemplo: un profesional de la comunicación, una persona de logística de eventos y profesionales de la seguridad, atención médica, protocolo y personal obrero.
Objetivos Sociales Cumplidos
Adicionalmente al cumplimiento de los valores olímpicos como: El desarrollo social, la igualdad de género y el respeto al juego limpio. La Liga Venezolana de Tenis Playa exigió un cronograma de actividades a los equipos profesionales inscritos, dentro de las cuales estaban:
- La capacitación e integración de recurso humano de cada estado donde se realizaría uno de los eventos
- La realización de Jornadas de Limpieza a las playas o parques donde se realizaría uno de los eventos
- La visita de los equipos profesionales a instituciones educativas (escuelas o colegios) de la zona donde se realizaría uno de los eventos
- La integración de jugadores en edades júnior o juveniles a los equipos profesionales durante toda la temporada
- La exaltación de la cultura y turismo de cada región
- Informar todas estas actividades a través de los medios de comunicación masivos para impactar a las comunidades y acercar a las familias al mundo deportivo

## Distinciones
- La única Liga de Tenis Playa que agrupa equipos profesionales en vez de jugadores
- Sistema de Competencia único en el mundo tipo "grand prix" con dos días de competencia. Uno clasificatorio y uno definitorio. Cada equipo se enfrentará en una serie de 5 partidos dividido en las siguientes modalidades: Dobles Masculino, Dobles Femenino, Dobles Mixto, Single Masculino, Single Femenino.
- El único evento en el mundo que es televisado. Se logra acuerdo con el canal TLT a través del Comité Olímpico Venezolano de transmisión por 4 años, con la cobertura de las finales de cada evento bajo dos modalidades: diferido o en vivo, con un mínimo de 3 horas al aire lo que permite la transmisión de al menos 2 partidos, con entrevistas de diferentes personalidades incluyendo a los protagonistas que son los atletas.

## Palmarés
| Franquicia           | Ciudad/Entidad Federal    | Instalaciones Sede       | Fundación | Títulos           |
| -------------------- | ------------------------- | ------------------------ | --------- | ----------------- |
| Miranda Panda        | Miranda, Municipio Baruta | RS Futsal Park           | 2017      | Campeón 2017      |
| S3 Beach Sports      | Carabobo, Naguanagua      | Hotel Hesperia WTC       | 2016      | Subcampeón 2017   |
| Varguenses Club      | Vargas, La Guaira         | Coliseo Hugo Chávez      | 2017      | 3.er lugar 2017   |
| MBC Team             | Caracas, Municipio Baruta | Polideportivo Manzanares | 2009      | 4.º lugar 2017    |
| Fonsi Team           | Zulia, Maracaibo          | Vereda del Lago          | 2017      | Quinto Lugar 2017 |
| Deportivo Anzoátegui | Anzoátegui, Lecheria      | Playa Lido               | 2002      | 6.º Lugar 2017    |

- Datos: Q48790318